# Exoprosopa dimidiata
Exoprosopa dimidiata är en tvåvingeart som beskrevs av Macquart 1846. Exoprosopa dimidiata ingår i släktet Exoprosopa och familjen svävflugor. Inga underarter finns listade i Catalogue of Life.